# سید مرتضی نجومی

خطی ثلث از آثار استاد نجومی که در کتابخانه شخصی علی اکبر عبدالرشیدی نگهداری می‌شود

سید مرتضی نجومی (۵ آذر ۱۳۰۷ در کرمانشاه -۲۵ آبان ۱۳۸۸ در کرمانشاه)، روحانی شیعه، مفسر قرآن و خوشنویس ایرانی بود. وی عضو پیوسته فرهنگستان هنر و چهره ماندگار هنر ایران بود.
در آثار به ثبت رسیده از او می‌توان به مجموعه عکسی از آثار خطی او، چند رساله ارزشمند با عناوینی چون: «رساله بعد معنوی هنر خط، رساله التصویر و التمثیل، رساله الغناء، رساله النجاسه الخمر، تفسیر سوره مؤمن و رساله‌ای در تعظیم شعائر اسلامی» اشاره کرد.
او از برترین‌های هنر خوشنویسی جهان بود و نزد خطاطان بزرگی همچون هاشم بغدادی به تمرین و ممارست پرداخت تا در انواع خطوط اسلامی خطاطی چیره‌دست شد. او همچنین در تذهیب و تشعیر و تجلید و گل و بوته‌سازی آثار جاودانه‌ای پدیدآورد. وی به عنوان یکی از چهره‌های ماندگار ایران در عالم هنر، مورد تقدیر قرار گرفت.

## زندگی‌نامه
در ۵ آذر ۱۳۰۷ در محله برزه‌دماغ در کرمانشاه زاده شد و تحصیل علوم حوزوی را نخست نزد پدرش و دیگر اساتید کرمانشاه آغاز کرد و با تأسیس حوزه علمیه کرمانشاه در مسجد حاج شهبازخان نزد اساتیدی چون آقا میرزا ابراهیم پورمعتمد، سیدمحمود معصومی لاری و حسن حاج‌آخوند تحصیلات دینی را ادامه داد. او در سال ۱۳۲۹ خورشیدی (۱۳۶۹ قمری) به شهر نجف رفت و در مدارس سیدمحمد کاظم یزدی، مدرسۀ آیت‌الله آخوند خراسانی، مدرسۀ «حاج میرزا حسین حاج میرزا خلیل» و مدرسۀ آخوند به تحصیل دروس حوزوی پرداخت و به درجۀ اجتهاد رسید. در سال ۱۳۴۹ در پی اخراج ایرانیان مقیم عراق توسط ارتش بعث، نجومی به کرمانشاه مراجعت و اتا پایان عمر در کرمانشاه اقامت گزید و فعالیت‌های هنری خود را پی گرفت و به یکی از چهره‌های پرنفوذ مذهبی شهر به‌شمار می‌رفت. نجومی صبح روز ۲۵ آبان ۱۳۸۸، در سن ۸۱ سالگی در شهر کرمانشاه درگذشت.

### تولد و خانواده
بر اساس شناسنامه، وی متولد ۲۶ بهمن ۱۳۰۷ است، هرچند در نوشته‌ای از خود او در پشت نسخه‌ای نفیس از نهج البلاغه، به نقل از پدرش ۲۳ جمادی الثانی ۱۳۴۶ مصادف با ۵ آذر ۱۳۰۷ در کرمانشاه ثبت شده‌است.
وی فرزند سید محمد جواد نجومی فرزند آقاسید میرزا اسماعیل نجومی است. بر اساس شجره‌نامه‌ای که در پشت همان کتاب آمده سلسله سیادت او به امام چهارم شیعیان علی ابن الحسین می‌رسد.
خانوادۀ پدری وی حدود دو قرن پیش از سمنان و عراق برای تبلیغ مذهب تشیع وارد شهر کرمانشاه شدند.
پدر و جدش آقا سید میرزا اسماعیل نجومی متولد کرمانشاه و از سادات ساکن در شهر کرمانشاه بودند و طول عمرشان را در آنجا سپری کردند. مادر او نیز از خانوادۀ آل‌آقا و فرزند مرتضی علم‌الهدی آل‌آقا بود.

### دوران کودکی و نوجوانی
در سال ۱۳۱۴ در دبستان هدایت کرمانشاه به تحصیل پرداخت و تا کلاس ششم آنجا بود که بعد در سال ۱۳۲۱ و ۱۳۲۲ کلاس‌های اول و دوم دبیرستان را نیز گذراند و به تحصیل دروس حوزوی پرداخت.

### دوران جوانی و تحصیل علوم حوزوی
در شرایطی که مدرسهٔ علوم دینی‌ای در کرمانشاه وجود نداشت، وی تحصیل علوم حوزوی را در محضر پدرش و دیگر استادهای شهر شروع کرد تا آنکه با گذشت چند ماه، علمای شهر به امر سید ابوالحسن اصفهانی، حوزهٔ علمیهٔ کرمانشاه را پایه‌گذاری کردند که در مسجد حاج شهباز خان برگزار می‌شد.

### زندگی در نجف
او در کتاب کیمیای هستی دربارهٔ دلیل عزیمت به عراق (نجف) آورده است: «رفت و آمد علاقمندان و همشهریان را به منزل والد و معاشر بیش از اندازه را بلائی برای ادامه تحصیل دیدم لذا تصمیم به عزیمت به عتبات مقدسه و انتقال به حوزه نجف اشرف گرفتم».
در سال ۱۳۲۹ خورشیدی (۱۳۶۹ قمری) به نجف رفت و در مدارس آقا سید محم کاظم یزدی،  آیت‌الله آخوند خراسانی، حاجی «حاج میرزا حسین خلیلی»،  آخوند به تحصیل پرداخت.
وی در این ایام در درس خارج استادانی چون میرزا محمد باقر زنجانی، میرزا حسن موسوی بجنوردی، محسن حکیم و سیدمحمود شاهرودی شرکت کرد.

### تشکیل خانواده
وی در سال ۱۳۳۴ با دختر سید عباس ناجی از علمای نجف به نام به نام اشرف‌السادات ناجی که اصالتاً از اهالی آذربایجان ایران بود ازدواج کرد و از او سه پسر و سه دختر و تعدادی نوه به جا مانده‌است. همسر وی اشرف‌السادات ناجی در ۶ دی ۱۴۰۲ درگذشت.

### بازگشت به ایران
در پی اخراج ایرانیان مقیم عراق توسط بعثیها او نیز در سال ۱۳۴۹ به کرمانشاه بازگشت. از آن به بعد در کرمانشاه زندگی کرد و به یکی از چهره‌های پرنفوذ معنوی شهر تبدیل شد. او در مسجد نواب نماز می‌گزارد که از جمله مساجد فعال شهر کرمانشاه است.

### در جریان انقلاب
او در خصوص فعالیت‌هایش در دوران انقلاب چنین نگاشته است: «بعد از بازگشت از نجف اشرف تا شروع انقلاب مقدس اسلامی دیگر مجال نوشتن کتابی یا استنساخی پیدا نشد و به کارهای معمولی و وظایف مقرره روحانیت مشغول شدیم. تا اوان انقلاب اسلامی که جوانان عزیز و سر باخته، دستگاه تکثیر و چاپ اعلامیه‌ها را مخفیانه به منزل ما آوردند؛ به‌طوری‌که خود آقایان روحانیون محترمی که کاملاً در جریان انقلاب بودند، نمی‌دانستند که اعلامیه‌ها کجا تکثیر می‌شود. حتی گاهی جلسه آقایان علما منزل ما بود و در همان وقت جوانان عزیز در زیر زمین مشغول تکثیر و چاپ اعلامیه‌ها با انشاء این حقیر بودند.» در اوج درگیری‌های انقلاب در ۹ مهر ۱۳۵۷ داماد او محمدصادق صابون‌پز در درگیری با عوامل رژیم شاه جان باخت.

## آثار و تألیفات
در آثار به ثبت رسیده از او می‌توان به مجموعه عکسی از آثار خطی او، چند رساله ارزشمند با عناوینی چون رساله بعد معنوی هنر خط، رساله التصویر و التمثیل، رساله الغناء، رساله النجاسه الخمر، تفسیر سورهٔ مؤمن، و رساله‌ای در تعظیم شعائر اسلامی اشاره کرد.
او در ذیل بخش آثار و تالیفات چنین آورده‌است: «مطلبی را اینجا تذکر دهم و آن اینکه ما از اول بفکر کتاب‌نویسی یا اگر جسارت نباشد بفکر خودنمائی و تألیف و تصنیف نبودیم و همیشه می‌گفتیم مردی در فهمیدن کلمات بزرگان و محققان عظیم ماست؛ لذا چندان رغبتی به نوشتن کتاب مستقل نداشتیم.» هرچند که او بسیاری از آثار بزرگان را استنساخ کرد که از جملهٔ آن‌ها ریاض العلمای عبدالله افندی، رسالهٔ صحیحه از میرزای زنجانی و چند اثر دیگر را می‌توان نام برد.

## ویژگی‌های هنری
او در خصوص ویژگی‌های هنری خود و خانواده‌اش چنین نوشته‌است: «در خاندان ما هنرهای زیبا جایگاه ویژه‌ای دارد و هنرمند خوشنویس، نقاش و صحاف زیاد داشته‌ایم، جدم آقای میرزا اسماعیل که در ابتدای کلام ترجمه حال ایشان را آوردم، از خوشنویسان بسیار خوبی بودند که انواع خطوط را بسیار استادانه می‌نوشتند و آثار بسیار ارزشمندی در این زمینه دارند که همراه برادرش آقا میرزا رضای منجم باشی از شاگردان میرزا محمدعلی خوشنویس کرمانشاهی بوده‌اند.» آقا سیف السادات، سید میرزا عبدالرحمن نجومی، سید میرزا محسن و سید محمد صالح سیف السادات، سید نصرالله نجومی و سید میرزا حسن نجومی و سید هادی و مهدی نجومی و آقا سید محمد جواد نجومی پدر گرانقدر وی نیز از هنرمندان این خانواده هستند.
او جزء اساتید خوش‌نویسی بود و تابلوهای زیبایی از او به جا مانده‌است. او نزد خطاطان بزرگی همچون هاشم بغدادی و احمد نجفی به تمرین و ممارست پرداخت تا در انواع خطوط اسلامی استاد و در خط نسخ و ثلث صاحب‌نام شد و در تذهیب و تشعیر و تجلید و گل و بوته‌سازی آثاری ماندگار پدیدآورد. در سال ۱۳۵۷ خورشیدی (۱۳۹۸ هجری قمری)، احمد معصومی زنجانی اجازه‌ای عربی در عالم خط برای او نوشت. او لوح تقدیر در نخستین گردهمایی و جشنواره خوشنویسان جهان را از آن خود نمود و نیز به عنوان چهرهٔ ماندگار ایران در عالم هنر مورد تقدیر قرار گرفت.
همچنین به پاس خدمات ارزشمند ایشان مراسم تکریمی به همت بنیاد نخبگان استان کرمانشاه و با همکاری اداره کل فرهنگ و ارشاد اسلامی استان و سایر مراکز دانشگاهی و دستگاه های اجرایی در سال ۱۳۹۸ با حضور جمعی از مسئولان، اساتید دانشگاه، دانشجویان و مستعدین برتر برای ایشان برگزار شد.

## درگذشت
وی سرانجام در ۲۵ آبان ۱۳۸۸ در سن ۸۱ سالگی و در منزل شخصی خود در کرمانشاه درگذشت.
در پی درگذشت او سه روز عزای عمومی در استان کرمانشاه اعلام شد.
سید علی خامنه‌ای، اکبر هاشمی رفسنجانی، علی لاریجانی، سید محمد خاتمی، محسن رضایی و میرحسین موسوی هر یک در پیامی جداگانه درگذشت او را تسلیت گفتند.
مجمع نمایندگان استان کرمانشاه نیز طی اطلاعیه‌ای، درگذشت او را تسلیت گفتند. همچنین شورای فرهنگ عمومی نیز در پیامی جداگانه درگذشت او را تسلیت گفت. محمد حجتی هرسینی کرمانشاهی، حسین حجت (حجتی هرسینی کرمانشاهی)، بهروز مرادی استاندار همدان، حسن ممدوحی نماینده مردم کرمانشاه در مجلس خبرگان رهبری، لطفی امام جمعه ایلام، علما و روحانیون اهل تسنن استان، حوزه‌های علیمه استان، دانشگاه‌ها و مراکز آموزش عالی، سازمان بنیاد شهید، اداره کل فرهنگ و ارشاد اسلامی، روابط عمومی اداره کل اطلاعات، امام جمعه، فرماندار و مسئولان ادارات سنقر و کلیایی و فرماندار قصرشیرین هم از جملهٔ دیگر شخصیت‌ها و مسئولان سازمان‌ها و اداراتی بودند که در خصوص درگذشت وی پیام صادر کردند.

## بزرگداشت
در ۲۶ دی ۱۳۹۸ مراسم بزرگداشتی برای مرتضی نجومی در تالار انتظار کرمانشاه برگزار شد که طی آن از تندیس دیگری از وی نیز رونمایی شد. همچنین مراسم بزرگداشت مرتضی نجومی ۳۰ آبان ۱۴۰۳ در تالار غدیر شهرداری کرمانشاه برگزار شد.

### نصب مجسمه
در ۲۳ آبان ۱۳۸۹ مجسمه‌ای از مرتضی نجومی در محل ورودی سالن شهدای دولت استانداری کرمانشاه نصب و پرده برداری شد. این مجسمه در حوزۀ هنری کرمانشاه و زیر نظر ناصر خاورزاده و زهرا پورخوش ساخته شد. همچنین سردیسی از وی در محل سه‌راه شریعتی کرمانشاه نصب شده‌است.

### اقدام به تبدیل منزل نجومی به موزه
پس از درگذشت مرتضی نجومی در سال ۱۳۸۸ تلاشی از جانب استانداری کرمانشاه و ادارۀ میراث فرهنگی و گردشگری کرمانشاه برای تبدیل منزل وی ب موزه صورت گرفت. با این وجود در ۱۲ دی ۱۴۰۲ اعلام شد که ساختمان محل سکونت وی حتی به ثبت ملی نیز نرسیده و تلاش برای تبدیل آن به موزه نیز به سرانجام نرسیده‌است. در آبان ۱۴۰۳ شهردار کرمانشاه در مراسم بزرگداشت سیدمرتضی نجومی در تالار غدیر شهرداری کرمانشاه بار دیگر از تلاش برای تبدیل منزل وی به موزه خبر داد.